# Emma De Swaef
Emma De Swaef (1985) is een Belgische animatieregisseur.
Ze volgde de afstudeerrichting documentaire aan Sint-Lukas in Brussel. In haar afstudeerfilm 'Zachte Planten' gebruikte ze voor het eerst haar naaivaardigheid in een stop-motion film. In 2011 maakte ze samen met Marc James Roels haar eerste professionele animatiefilm. 'Oh Willy...'. De kortfilm werd laureaat op meerdere festivals en titularis van heel wat kortfilmprijzen.
Begin 2013 was De Swaef een van de drie geselecteerde kunstenaars voor het JAPIC artist in residence-programma in Tokio met een duur van 70 dagen, georganiseerd door het agentschap voor culturele zaken van Japan. In 2018 maakte het in Gent gevestigde duo De Swaef-Roels een middellange stop-motion film 'Ce Magnifique Gâteau!', die in première ging in de Quinzaine des Réalisateurs op het Filmfestival van Cannes 2018.